# Mój przyjaciel Marsjanin
Mój przyjaciel Marsjanin (ang. My Favorite Martian) – amerykańska komedia fantastycznonaukowa z 1999 roku w reżyserii Donalda Petriego. Scenariusz oparto na popularnym amerykańskim sitcomie z lat sześćdziesiątych XX wieku pt. My Favorite Martian.

## Fabuła
Reporter telewizyjny Tim O’Hara jest świadkiem katastrofy statku kosmicznego. Wypadek przeżył sympatyczny przybysz z Marsa. Tim postanawia mu pomóc naprawić uszkodzony statek i uratować Marsjanina z rąk bezwzględnych naukowców. Marsjanin przybiera postać człowieka i próbuje dostosować się do ziemskich warunków, przedstawiając się jako Martin - wujek Tima.

## Obsada
- Jeff Daniels – Tim O’Hara
- Christopher Lloyd – Marsjanin / wujek Martin
- Elizabeth Hurley – Brace Channing
- Daryl Hannah – Lizzie
- Wallace Shawn – Dr. Edward Coleye
- Christine Ebersole – Mrs. Lorelei Brown
- Michael Lerner – Mr. Channing
- Ray Walston – Armitan

## Odbiór krytyczny
Film otrzymał negatywne opinie krytyków; serwis Rotten Tomatoes w oparciu o opinie z 42 recenzji przyznał mu wynik 12%.